# Capela de Notre-Dame-de-la-Gorge
A capela de Notre-Dame-de-la-Gorge, literalmente Capela de Nossa Senhora da Garganta pelo acesso ao estreito colo de montanha no fim do vale na região de Ródano-Alpes , é uma adorável pequena capela de estilo barroco toda de branca mas com a fachada policroma é um muito antigo lugar de peregrinação no fim do vale Montjoie, depois de Contamines-Montjoie na região administrativa francesa de Ródano-Alpes, no departamento da Alta Saboia. 
Construída no século XIV pelos Beneditinos o seu posicionamento na passagem para o colo do Bonhomme torna-o o lugar de oração privilegiado do colportor, viajantes e alpinistas que abriam a porta para oferecer uma oração de acção de graças ou agradecer uma viagem sem problemas. Naturalmente é aí que se querem casas todas estes homens, pelo que as jovens solteiras começam a vir fazerem pedidos a Nossa Senhora e pedir para aí se casarem, e desde tempos imemoriais que uma peregrinação é celebrada a 15 de Agosto.
Foi reconstruída em 1699 pelo chefe pedreiro, Jean de la Vougniaz, o mesmo que havia terminado a igreja de Saint-Gervais, em Saint-Gervais-les-Bains no início do vale. A partir do século XIII torna-se a igreja paroquial dos habitantes do vale e cuja tutela incumbe ao Colégio Saint Jacques de Sallanches, em Sallanches.

## Reconstrução
Depois de ter sido devastada num incêndio em 1517 e várias vezes inundada pela torrente do  Bon Nant, a acção de São Francisco de Sales, bispo de Genebra de visita à capela, obra pela sua reconstrução que terá lugar entre 1699 e 1701.
Para a reconstrução foi utilizada o tuf uma pedra de origem vulcânica trabalhada pela água e que se encontra ao logo da garganta deste vale. A sua característica é a de ser facilmente trabalhada e ter uma coloração de mel.

## Benemérito
Nicolas Revenaz, nascido na localidade de  Pratz de Saint Gervais, foi um comerciante que fez fortuna em Viena, Áustria e que durante a guerra contra os Turcos em 1683, solicita a protecção de Notre-Dame de la Gorge. Como os seus votos se realizam, agradece a Virgem oferecendo um magnífico ex-voto que se encontra no lado direito na nave da capela e que representa a tentativa da tomada de Viena pelos Turcos. Ele mesmo está representado no ângulo inferior esquerdo da pintura como um homem a rezar.
Também é ele que manda construir uma outra capela em Pratz de Saint Gervais, assim como a primeira escola do vale Montjoie.

## Imagens externas
- Ver as referências e/ou Google- Notre-Dame-de-la-Gorge
- Panoramio- Notre Dame de la Gorge, Contamines Montjoie